# Black Jack (bier)
Black Jack is een Belgisch bier van hoge gisting.
Het bier wordt gebrouwen door De Struise Brouwers, Oostvleteren. Het is een zwart bier, type porter met een alcoholpercentage van 7%, gebrouwen in opdracht van een Zweedse klant.